# Louis Balleydier
Pour les articles homonymes, voir Balleydier.
Louis Balleydier, né le 30 juillet 1856 à Albertville et mort le 10 novembre 1927 à Grenoble, est un juriste français, professeur de droit civil, doyen de la faculté de droit de l'Université de Grenoble.

## Jeunesse et études
Il est le fils d'Eugène Balleydier (1818-1859), Procureur au tribunal d'Albertville et petit-fils de Joseph-Marie Balleydier (1777-1857), Maître de Forges à Gênes. Orphelin de bonne heure, il rentre à Annecy, pays de ses ancêtres pour étudier au collège chappuisien.
Bachelier ès lettres en 1873, il poursuit à Paris des études de droit, y décroche un premier prix de droit romain et une deuxième mention de droit français en 1876. Il fut reçu licencié le 5 août 1876 et docteur le 30 juin 1880.

## Carrière
Agrégé des Facultés de droit le 12 janvier 1883, il est nommé professeur de procédure civile à la faculté de Grenoble et est transféré dans la deuxième chaire de Code civil à la rentrée universitaire le 2 août 1893. Un décret du 16 février 1914 lui confère la dignité de doyen.

## Récompenses
Professeur très estimé de ses collègues et aimé de ses étudiants, Louis Balleydier s'implique largement dans la vie du siècle, donnant notamment de son temps en faveur des nombreux expatriés serbes qui arrivent en France en cette époque difficile. Cette aide lui vaudra d'ailleurs la cravate de Commandeur de l'Ordre royal de Saint-Sava.
Il est fait Chevalier de la Légion d'honneur le 1er février 1921.
Officier de l'Instruction publique et membre de l'Académie Delphinale et de l'Académie florimontane d'Annecy, il prend sa retraite aux vacances de 1926 et s'éteint le 10 novembre 1927, laissant à la postérité quelques ouvrages.
Il est le beau-père de Louis Aussedat, président des Papeteries Aussedat de 1928 à 1935 et Président de l'Académie florimontane de 1932 à 1935.

## Décorations
- Chevalier de la Légion d'honneur par décret du 1er février 1921
- Officier de l'Instruction publique
- Commandeur de l'Ordre royal de Saint-Sava

## Ouvrages
- La question d'État devant les Cours d'appel Grenoble, Allier Frères, 1893
- Le Code civil 1804-1904, Livre du centenaire du Code civil, (collab.), 1904, réédition Dalloz, 2004,  (ISBN 978-2-247-05746-7)
- La Faculté de droit de Grenoble, 1805-1905 Grenoble, Allier Frères, 1906

### Thèses
- Thèse pour la licence, Paris, Derenne, 1876
- Thèse pour le doctorat : La preuve littérale en droit romain et la date certaine en droit français Paris, Larose, 1880